# Giuseppe Cades
Giuseppe Cades (Rome, 4 mars 1750 - Rome, 8 décembre 1799) est un peintre, un dessinateur, un sculpteur et un graveur italien de la seconde moitié du XVIIIe siècle. Il jouit d'un grand succès en tant que dessinateur et décorateur, malgré une carrière assez brève, et reste l'une des grandes figures de la peinture romaine de la fin du XVIIIe siècle. Giuseppe Cades illustre le passage du baroque tardif au néo-classicisme et peut même être perçu comme un précurseur du romantisme historiciste.

## Biographie

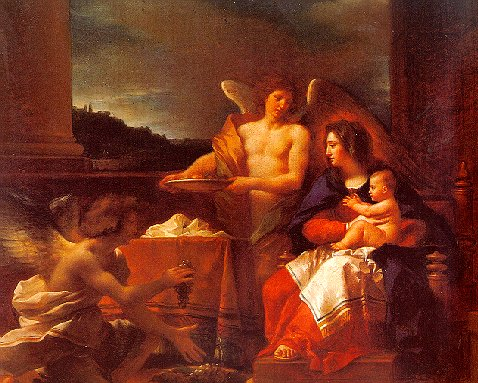
La vierge Marie et l'enfant Jésus servis par les anges, vers 1790, huile sur toile, 70,6 × 91,5 cm, Palais Braschi, Rome.

Né d'un père français exerçant le métier de tailleur et d'une mère romaine, Giuseppe Cades est très vite reconnu comme un grand dessinateur, et est considéré, dès 1762-1763, comme un artiste précoce. Ces œuvres de jeunesse se résument essentiellement à des dessins très achevés (Achille et Ulysse, Musée du Louvre, Paris ; Achille et Briséis, Musée Fabre, Montpellier). Il suit des cours de peinture et de dessin à l'Accademia di San Luca, où il est l'élève de Mancini et de Domenico Corvi. C'est au sein de cette académie qu'il gagne un prix de dessin en 1765 pour son œuvre Le père de Tobie recouvrant la vue. Il quitte l'académie en 1766 à la suite d'un conflit avec son maître. Il visite Florence la même année. Il apprend la peinture en copiant les maîtres de la Renaissance et particulièrement Raphaël et Michel-Ange, deux artistes dont il s'inspirera toute sa vie. C'est ainsi que, dès ses premières peintures, Cades retrouve les moyens d'expression du maniérisme (figures massives, campées comme des personnages de bas relief, force du trait de contour, formes expressives) qui lui permettent d'élaborer un original style néo-maniériste où s'exprime la crise entre le baroque vieillissant et l'esthétique romantique naissante.
C'est à cette période que Cades entame une carrière indépendante, en travaillant notamment pour San Benedetto à Turin en 1768, et en recevant sa première commande officielle en 1770: Martyre de sainte Benigne (San Benigno Canavese, abbaye de San Benigno di Frutuaria). Cades commence à fréquenter les milieux artistiques romains et particulièrement les communautés d'artistes français, scandinaves et allemands installés à Rome, qui vont par la suite influencer son œuvre. C'est ainsi que Cades fait la connaissance de Johann Heinrich Füssli et Antonio Canova.
C'est à la fin des années 1770 que commence pour Cades une période assez productive qui se caractérise par un grand nombre de commandes pour des décorations profanes et religieuses. En 1777, il travaille pour la Pala de la basilique des Saints-Apôtres à Rome où il réalise notamment L'extase de saint Joseph de Copertino qui marque un tournant néo-vénitien dans sa peinture. En 1779, Cades réalise la décoration de la salle de musique du Palazzo Senatorio, en collaboration avec l'architecte Giacomo Quarenghi. Ces œuvres religieuses se présentent généralement sous forme de retables exécutées dans les années 1780 dans les églises romaines, puis dans toute l'Italie. La décennie 1780 est pour Cades l'apogée de son art décoratif (avec l'influence de Carlo Maratta): il réalise des travaux de décorations conséquents pour de grandes demeures romaines, telles le Palais Ruspoli (1782), le Palais Chigi de Rome qu'il orne de fresques, paysages et scènes inspirées du Tasse (1784), le Palais Chigi d'Ariccia qu'il orne de scène issues du Roland furieux de l'Arioste (1788-1791), le Palais Altiéri (1787 et 1791), la Villa Borghèse qu'il décore de scènes du Décaméron de Boccace (1787).

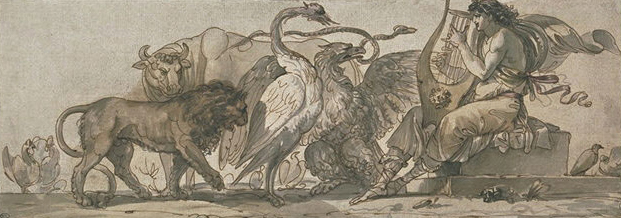
Orphée charmant les animaux, 1780, 14,5 × 38 cm, Paris, Musée du Louvre.

Il est élu membre de l'Académie San Luca en 1786, qu'il rejoint après 20 ans d'absence. À partir de 1790, l'œuvre de Cades entre dans une tendance classique, poussée parfois jusqu'au purisme. Ce tournant s'exprime notamment dans 4 toiles envoyées au couvent de Saint-François à Fabriano, aujourd'hui dans les églises Sainte-Catherine et Saint-Augustin dans la même ville, et dans deux tableaux d'autel réalisés pour l'église Santa-Maria-la-Nova à Montecielo, aujourd'hui dans l'église Saint-Jean-l'Évangéliste. C'est à cette époque que Cades expérimente de nouvelles techniques de création, en réalisant notamment des peintures à l'encaustique, dont deux compositions inspirées de l'Histoire d'Alexandre le Grand pour Catherine II de Russie (aujourd'hui au Musée de l'Ermitage).
Ces dernières peintures, si elles présentent un chromatisme sobre et une mise en page rigoureuse, n'excluent pas dans ses dessins tardifs une résurgence des formes maniéristes qui témoigne de l'engouement toujours vif de Cades pour l'art de Michel-Ange.
Il meurt en pleine gloire à Rome le 8 décembre 1799, en laissant de nombreuses œuvres inachevées (Martyre du Bienheureux Alliata, esquisses à Pise et Baltimore; Chute des anges rebelles, esquisse à Chicago). Il laisse deux gravures: Le christ bénissant un enfant, et La mort de Léonard de Vinci. La collection la plus importante de ses dessins est réunie dans l'album Sequeira du musée national d'Art ancien de Lisbonne.

## Œuvres
- Alexandre le Grand dans l'atelier d'Apelle, peinture, musée de l'Ermitage, Saint-Pétersbourg.
- Alexandre le Grand refuse de prendre de l'eau.
- La Vertu de Lucrèce ou Tarquin le superbe et Collatinus chez Lucrèce,
- Le Jugement de Salomon,
- La Vierge à l'Enfant et l'enfant Jésus servie par les anges,

## Galerie

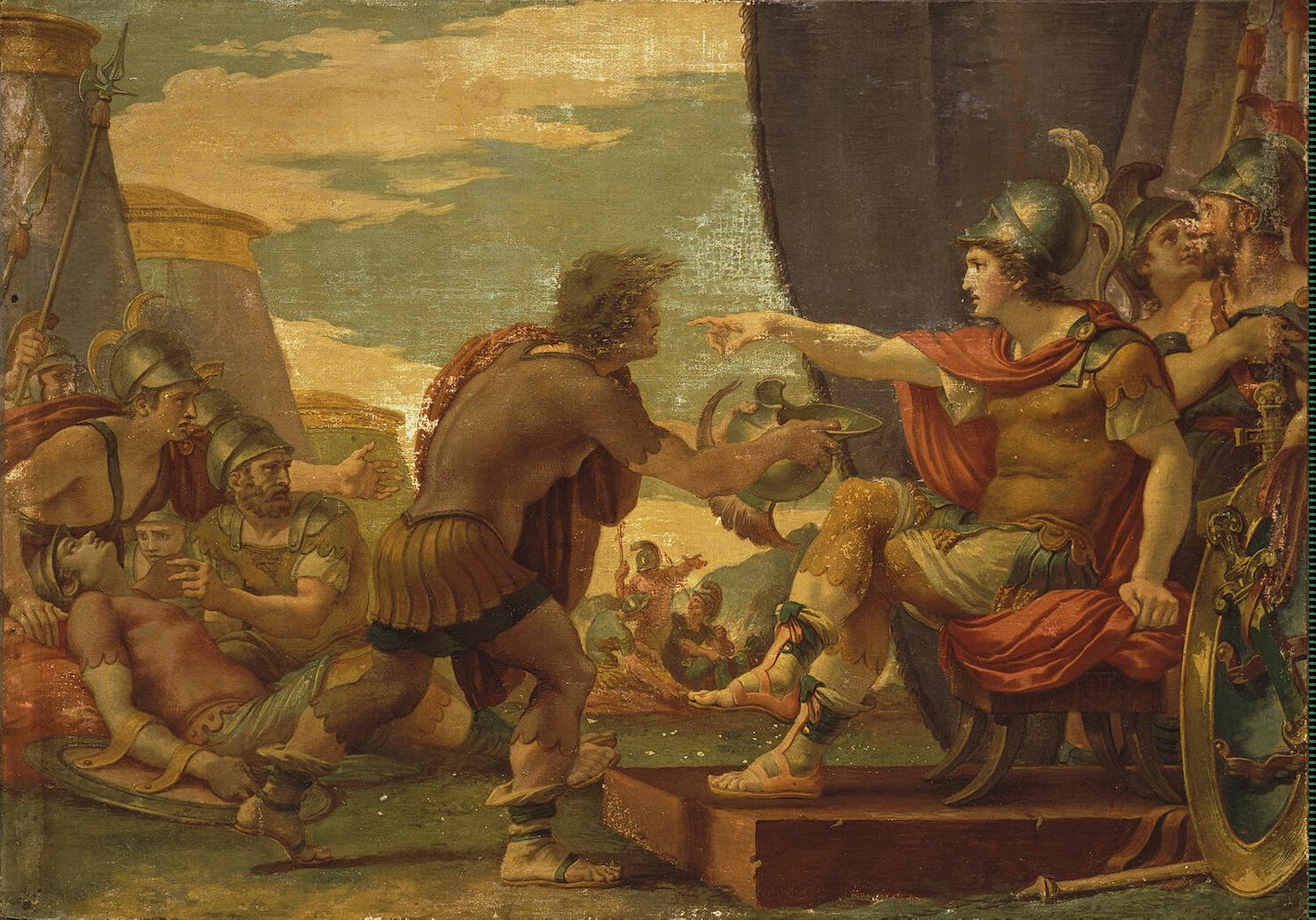
Alexandre le Grand refuse de prendre de l'eau
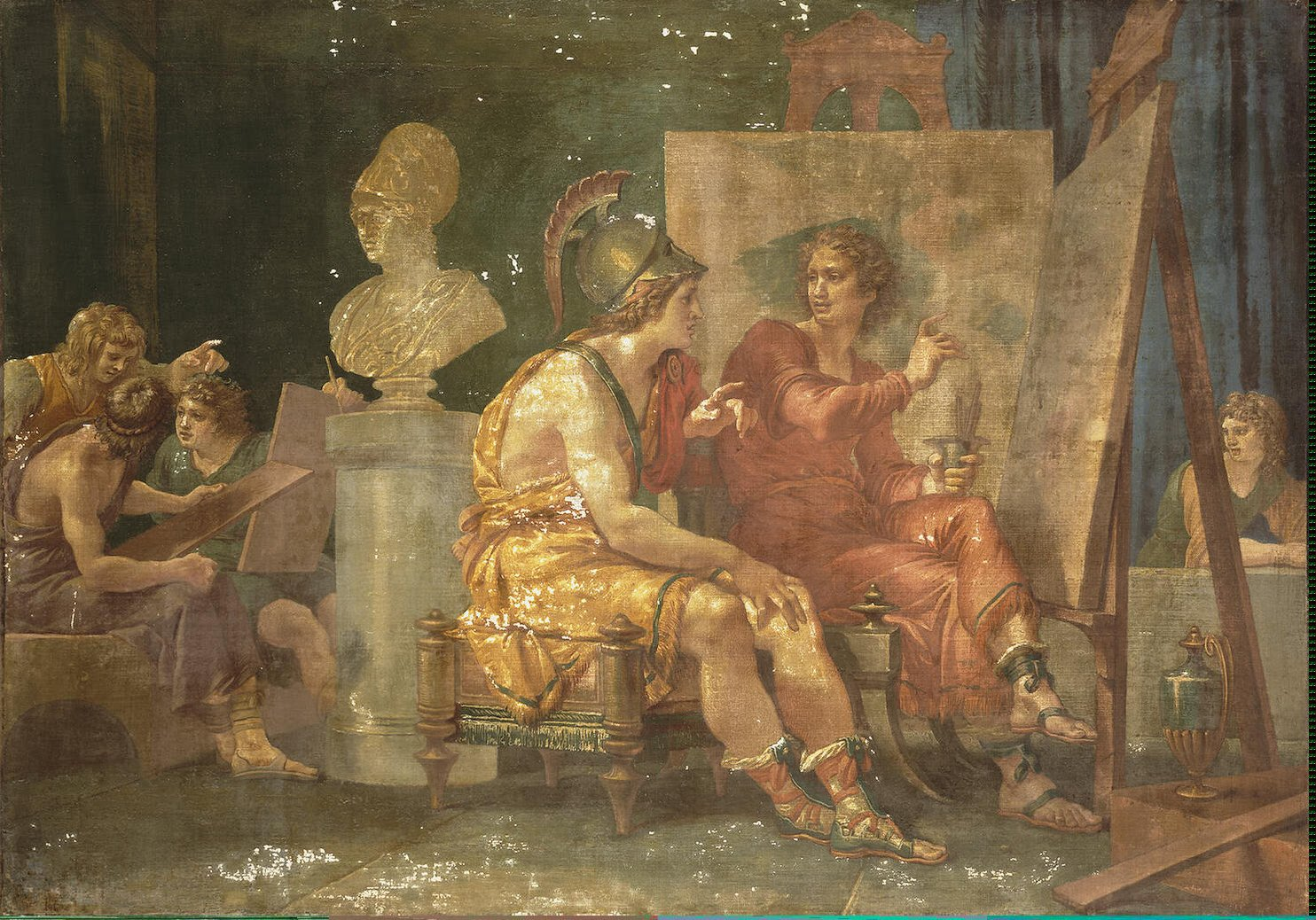
Alexandre le Grand dans l'atelier d'Apelles